# Рудник Нью-Кобар
Рудник Нью-Кобар – гірничодобувний майданчик на сході Австралії, що здійснює розробку групи поліметалічних родовищ (переважно мідні руди). Також відомий як Північий рудник групи копалень Пік (Південний рудник розташований безпосередньо на родовищі Пік).
Ще в XIX столітті виявили рудне поле Кобар, на якому, зокрема, працювали копальні Грейт-Кобар та розташована північніше від неї CSA. Південніше від Грейт-Кобар певний час велась обмежена розробка верхньої частини родовищ Нью-Кобар та Чесні (Chesney), при цьому з Нью-Кобар за період з 1890 по 1948 роки вилучили 1 млн тонн руди, що містила 8,6 тонни золота, тоді як з Чесні між 1887 та 1952 роками отримали 0,7 млн тонн руди з вмістом 0,9 тонни золота.
В 2000-му стартувала повноцінна розробка Нью-Кобар, яка до 2004 року велась за допомогою кар’єру "Fort Bourke Hill", що досягнув глибини у 150 метрів та дозволив вилучити 1 млн тонн руди. Далі роботи продовжили підземним способом через портал із зазначеного кар’єру.
В 2009-му узялись за глибокі горизонти Чесні, куди з підземних виробіток Нью-Кобар проклали похилий тунель завдовжки 0,7 кілометра.
Станом на першу половину 2020-х також велась робота над отриманням дозволів за проектом розробки нижньої частини родовища Грейт-Кобар, де виявили мідне рудне тіло на глибині біля 1 кілометра (виробітки Нью-Кобар та Чесні знаходяться на кілька сотень метрів вище). Доступ до розташованого за приблизно за два кілометра Грейт-Кобару планується організувати з підземних виробіток Нью-Кобар через подвійний тунель, а тривалість розробки оцінюється у 5 років з продуктивністю 0,4 – 0,5 млн тонн руди на рік. 
Вилучена руда надходить на збагачувальну фабрику Пік.
Станом на 2024 рік залишкові ресурси Північного рудника оцінювались у 14 млн тонн мідної руди з середнім вмістом 1,1 % міді та 0,7 грама золота на тонну. Також рахувались ресурси у 0,7 млн тонн свинцево-цинкової руди з середнім вмістом 5,3% цинку, 2,6% свинцю, 1,1% міді та 0,2 грама золота на тонну. 
Розробку провадила канадська компанія New Gold Inc., що в 2018 році продала цей актив австралійській Aurelia Metals Limited.